# Abou Omar Saraqeb
Abou Omar Saraqeb (en arabe : ابو عمر سراقب), connu également sous les noms d'Abou Hajjar al-Homsi (en arabe : ابو حجر الحمصي) et Abou Khaled Loubnan (en arabe : ابو خالد لبنان), est un djihadiste de nationalité inconnue, mort le 8 septembre 2016 à Kafr Naha, en Syrie.

## Biographie
Il prend part à la guerre d'Irak en ralliant Al-Qaïda en Irak, dirigé par Abou Moussab Al-Zarqaoui, puis l'État islamique d'Irak.
Lors de la guerre civile syrienne, il est l'un des membres fondateurs du Front al-Nosra, dont il est désigné comme le chef militaire. Il forme également une branche de ce groupe au Liban. En 2015, il participe à la fondation de l'Armée de la conquête, une coalition de groupes rebelles islamistes, dont il prend le commandement. En mars 2015, il est l'un des commandants qui dirigent la bataille d'Idleb. Il est également nommé « émir » de la province d'Idleb, tombée entièrement aux mains des rebelles. En 2016, il mène des offensives contre le régime syrien et ses alliés au sud d'Alep.
Le 28 juillet 2016, le Front al-Nosra annonce sa rupture avec al-Qaïda et prend désormais le nom de Front Fatah al-Cham. Avec cette séparation, le Front al-Nosra veut se rapprocher des autres groupes de la rébellion et se présenter comme un mouvement strictement syrien. Cependant cette « syrianisation » du Front al-Nosra a rencontré des oppositions au sein du groupe, notamment celle d'Abou Omar Saraqeb et de bon nombre des combattants étrangers.
Abou Omar Saraqeb est tué le 8 septembre 2016 par une frappe aérienne à Kafr Naha, dans le gouvernorat d'Alep, alors qu'il participait à une réunion pour préparer une contre-offensive pour briser le siège d'Alep. L'agence Reuters indique que selon une source rebelle, le raid aurait été mené par les Américains.